# New Salem, Pennsylvania
New Salem är en kommun av typen borough i York County i den amerikanska delstaten Pennsylvania med en yta av 1 km² och en folkmängd, som uppgår till 648 invånare (2000). Orten kallas ibland även York New Salem för att klargöra skillnaden mellan New Salem och New Salem-Buffington i Fayette County. De som grundade orten kom från York, Pennsylvania och Salem, Massachusetts.

## Kända personer från New Salem
- Isaac Newton Lewis, militär och uppfinnare